# I Inside the Old Year Dying
I Inside the Old Year Dying è il decimo album in studio della cantautrice e musicista inglese PJ Harvey, pubblicato il 7 luglio 2023 su Partisan Records. È il suo primo album di materiale inedito dall'uscita di The Hope Six Demolition Project (2016).

## Pubblicazione
L'album è stato prodotto da Flood e John Parish, con una produzione aggiuntiva realizzata da Rob Kirwan. Il singolo principale, A Child's Question, August, è stato pubblicato il 26 aprile 2023. Nel singolo e in August presta la voce l'attore britannico Ben Whishaw, mentre nel pezzo eponimo presta la voce Colin Morgan.
Al momento della pubblicazione, l'album è stato accolto con ampi consensi dalla critica e ha debuttato al numero 5 della classifica degli album del Regno Unito. Come per l'album precedente, la produzione è stata fatta in studio con un metodo improvvisativo e di continua evoluzione ancora in sede di registrazione.

## Temi e stile musicale
I testi, in un inglese ricercato e antico, sono ispirati dall'ultimo libro della stessa PJ Harvey, Orlam, a sua volta ispirato dalla letteratura alta inglese di William Shakespeare, John Keats e Samuel Taylor Coleridge.

## Tracce
1. Prayer at the Gate – 4:14
2. Autumn Term – 3:20
3. Lwonesome Tonight – 3:48
4. Seem an I – 3:06
5. The Nether-edge – 3:17
6. I Inside the Old Year Dying – 1:52
7. All Souls – 4:21
8. A Child's Question, August – 2:46
9. I Inside the Old I Dying – 3:08
10. August – 2:41
11. A Child's Question, July – 3:02
12. A Noiseless Noise – 3:57